# Молоді британські митці
Молоді британські митці або Брітарт (англ. Young British Artists, Brit artists, YBA) — умовна назва групи сучасних художників та художниць з Великої Британії, більшість з яких навчалися в Голдсмітському коледжі в Лондоні. Загальна назва закріпилася після спільної виставки в Галереї Саатчі у 1992 році, яка принесла їм славу.

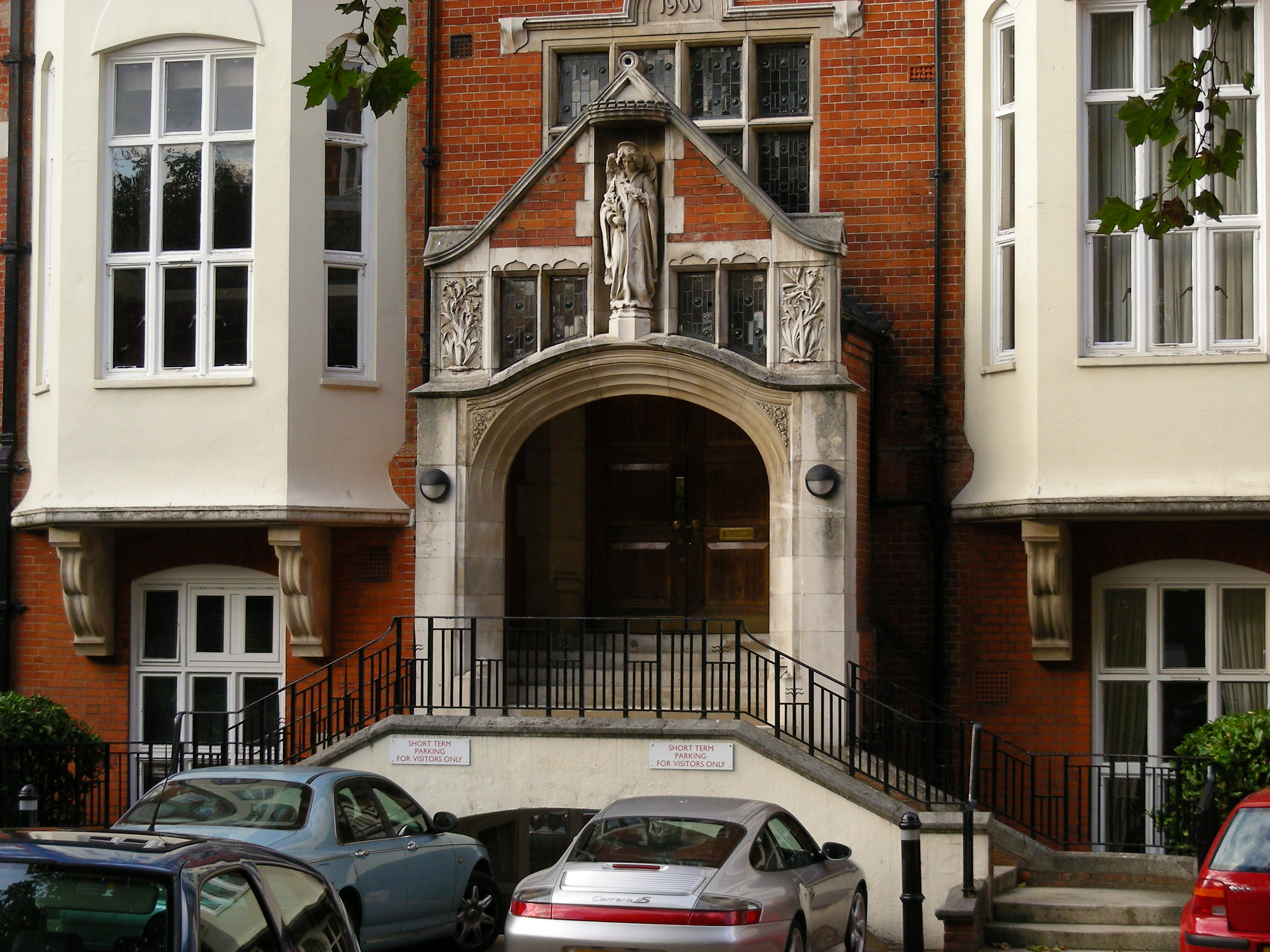
Голдсмітський коледж, Міллард Білдінг, в Кембріджі, де багато хто з Брітарту об'єдналися під час BA Fine Art, в кінці 1980 року.

Точкою відліку для Молодих британських митців стала виставка Freeze, організована в 1988 в Лондоні Демієном Герстом, який в той момент був ще студентом.
Найбільш відомими художниками з цієї групи є Демієн Герст і Трейсі Емін, а ключовими роботами — «Фізична неможливість смерті у свідомості когось живого» (акула у формальдегіді Герста) і «Моє ліжко» Трейсі Емін.

## Саатчі
Одним з відвідувачів виставки Freeze був Чарльз Саатчі, колекціонер сучасного мистецтва і один із засновників рекламного агентства Saatchi&Saatchi. Саатчі купив першу велику інсталяцію Герста з мертвими тваринами — «A Thousand Years», що складається з великого скляного контейнера з личинками, мухами і коров'ячою головою (ця інсталяція стала пізніше помітним експонатом виставки «Sensation»).
Він став не лише головним колекціонером Херста, але і головним спонсором для інших Молодих британських художників. Ринок сучасного мистецтва в Лондоні впав у середині 1990-х під час економічної рецесії, багато комерційний галерей сучасного мистецтва пішли з бізнесу.
Колекція Саатчі публічно виставлялася на ряді шоу у великій будівлі колишньої фабрики у районі Сент-Джонс-Вуд на півночі Лондона. Попередні виставки Галереї Саатчі включали роботи таких художників як Енді Уорхол, Філіп Гастон, Алекс Кац, Річард Серра, Ансельм Кіфер, Зігмар Польці, Герхард Ріхтер. Тепер Саатчі звернув увагу на Молодих британських художників.
Він створив бренд Молодих британських художників серією виставок, які почалися в 1992. Помітним експонатом була акула Деміена Герста (The Physical Impossibility of Death in the Mind of Someone Living), що стала символом британського мистецтва 1990-х. Також Саатчі забезпечив увагу засобів масової інформації. Молоді британські художники вдихнули життя в нову генерацію британських комерційних галерей, таких як Karsten Schubert, Sadie Coles, Victoria Miro, Maureen Paley's Interim Art, White Cube і Antony Wilkinson Gallery.

## Sensation
Зміцнення статусу YBA відбулося в 1997 році, коли Королівська академія, яка має репутацію оплоту консерватизму, влаштувала велику виставку робіт Молодих британських художників — Sensation. Фактично це була демонстрація приватної колекції Чарльза Саатчі, якому належала більшість творів. Суперечки в ЗМІ про виставку, зокрема, за роботи Маркуса Гарві «Myra», послужили для зміцнення значення YBA. Коли шоу демонструвалося в Нью-Йорку, виник ще більший галас, викликаний роботою Кріса Офілі.

## Склад групи
| Брали участь у виставці Freeze: - Стівен Адамсон (Steven Adamson) - Енджела Баллок (Angela Bulloch) - Аня Галаччіо - Ян Девенпорт (Ian Davenport) - Домінік Деніс (Dominic Denis) — був вказаний у каталозі, але не виставлявся - Мет Коллішоу (Mat Collishaw) - Ебігейл Лейн - Майкл Ленді (Michael Landy) - Сара Лукас - Лала Мередіт-Вула - Стівен Парк (Stephen Park) - Річард Патерсон (Richard Patterson) - Фіона Рей - Енгус Фаєрхерст (Angus Fairhurst) - Демієн Герст - Гері Г'юм (Gary Hume) | Решта YBA: - Фіона Беннер - Генрі Бонд (Henry Bond) - Крістін Борланд - Глен Браун (Glenn Brown) - Ліам Гіллік (Liam Gillick) - Дуглас Гордон (Douglas Gordon) - Тасіта Дін - Марк Куінн (Marc Quinn) - Саймон Келлері (Simon Callery) - Стів МакКвін (Steve McQueen) - Мартін Малоні (Martin Maloney) - Кріс Офілі (Chris Ofili) - Стівен Піппін (Steven Pippin) - Алесандро Рао (Alessandro Raho) - Дженні Савіль - Джорджина Стар - Кіт Тайсон (Keith Tyson) | - Сем Тейлор-Вуд (Sam Taylor-Johnson) - Гевін Турк (Gavin Turk) - Рейчел Вайтред - Джейн і Луїз Вілсон - Джіліан Верінг - Маркус Харві (Marcus Harvey) - Джейк і Дінос Чепмени (Jake and Dinos Chapman) - Адам Чодзко (Adam Chodzko) - Трейсі Емін |

## Цитати
- "Молоді британські художники" — це просто географічний збіг обставин. Так вийшло, що всі ці художники з'явилися в Лондоні в один і той же період, і їх роботи купував Чарльз Саатчі. Але це дуже різні художники. Може бути, єдине, що нас пов'язує, — це те, що ми намагалися привнести в мистецтво реальність, а не робили просто мистецтво про мистецтво" — Марк Куінн, 2012.